# André Lavie
Pour les articles homonymes, voir Lavie.
André Lavie (né le 28 juin 1959 à Pau et mort le 12 juillet 1990 à Arrens-Marsous,) est un athlète français spécialiste du 800 mètres.
Il s'adjuge la médaille d'argent du 800 m lors des Championnats d'Europe en salle 1984 de Göteborg, s'inclinant avec le temps de 1 min 48 s 35 face à l'Italien Donato Sabia. 
Sur le plan national, André Lavie remporte le 800 m des Championnats de France en salle en 1986, 1987 et 1988. 
Ses records personnels sont de 47 s 5 sur 400 m (1981) et de 1 min 46 s 90 sur 800 m (1983). 

## Palmarès
| Date | Compétition                    | Lieu     | Résultat | Discipline |
| ---- | ------------------------------ | -------- | -------- | ---------- |
| 1984 | Championnats d'Europe en salle | Göteborg | 2e       | 800 m      |

## Sources
- DocAthlé2003, p. 495, Fédération française d'athlétisme, 2003